# Huitzilopochtli

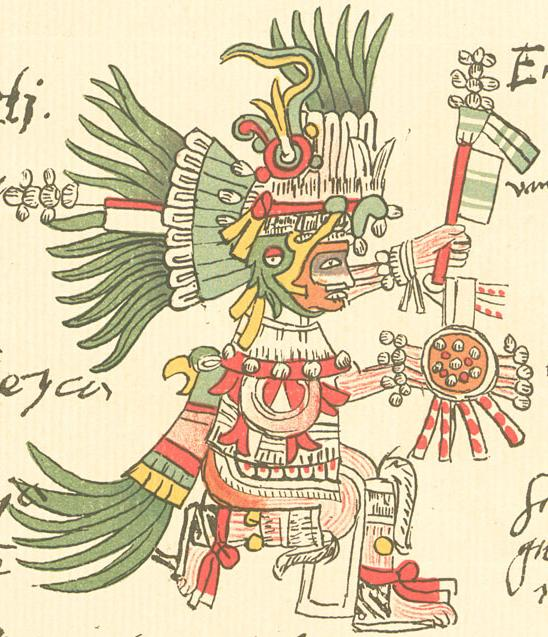
Darstellung des Huitzilopochtli aus dem Codex Telleriano-Remensis

Huitzilopochtli, auch Uitzilopochtli oder Vitzliputzli („Kolibri des Südens“ oder „Der des Südens“ oder „Kolibri der linken Seite/Hand“) war in der aztekischen Mythologie der Kriegs- und Sonnengott und Schutzpatron der Stadt Tenochtitlán. Seine Mutter war Coatlicue, sein Vater ein Ball Federn (oder auch Mixcoatl). Manchmal wird behauptet, er habe eine Schwester, Malinalxochi, gehabt. Sein Botschafter war Paynal.

## Aussehen
Dargestellt wird Huitzilopochtli mit einem Jaguarkopf, der durch Hörner oder einen Federbusch geschmückt ist. In der linken Hand hält das Gottwesen einen Schild und einen Lorbeerzweig, in der anderen Hand einen Stab. Die Füße haben gespaltene Klauen, Ziegenfüßen nachempfunden. Am Rücken befinden sich fledermausähnliche Flügel und bauchseitig ein Gesicht mit aufgerissenem Rachen, das scharfe Zähne zeigt.
In der Kunst wird Huitzilopochtli als Kolibri dargestellt. Manchmal auch nur mit Kolibrifedern auf seinem Kopf und seinem linken Bein, einem schwarzen Gesicht, einer Schlange mit dem Namen Xiuhcoatl und einem Spiegel in der Hand.

## Geburtsmythos
Die Mutter des Sonnengottes, Coatlicue, war mit ihm von einer Federkugel schwanger. Als Huitzilopochtlis Schwester, die Mondgöttin Coyolxauhqui, von dieser Schmach erfuhr, beschloss sie, gemeinsam mit ihren 400 Brüdern ihre Mutter zu ermorden. Jedoch warnte einer der Brüder den ungeborenen Huitzilopochtli. Daraufhin sprang dieser in der Rüstung eines Kriegers aus dem Mutterleib, zerstückelte Coyolxauhqui und vertrieb die übrigen Geschwister, die zu den Sternen wurden. Dann warf er den Kopf seiner Schwester in den Himmel, wo dieser zum Mond wurde, damit seine Mutter dadurch getröstet werde, dass sie ihre Tochter jede Nacht am Firmament sehen konnte.

## Menschenopfer
Im Kampf mit den benachbarten Nahua-Völkern, wie etwa den Tolteken, integrierten die Azteken häufig deren Götter in ihre Religion. So zum Beispiel Tlaloc, Quetzalcoatl und Tezcatlipoca. Im Zentrum der Stadt Tenochtitlán erbauten die Azteken einen Tempel mit zwei Altären, einen für Tlaloc und den anderen für Huitzilopochtli. Über dem ursprünglichen Tempel wurde alle 52 Jahre eine neue Tempelschicht hinzugefügt. Die verschiedenen Etappen, wie Zwiebelringe angeordnet, sind noch heute in den jetzigen Ruinen zu sehen.
Viele ihrer Gottheiten ernährten die Azteken mit Menschenopfern. Um den Lauf der Sonne am Leben zu erhalten, opferten sie Huitzilopochtli Kriegsgefangene, welche sie während der Blumenkriege in ihre Gewalt brachten.
Die Menschenopfer waren vollständig mit der Opferfarbe Grau bemalt und standen möglicherweise unter Drogeneinfluss, um Schreie zu vermeiden. Man führte sie zur Spitze der Tempelpyramide von Tenochtitlán. Vier Priester hielten den Gefangenen dort an Händen und Füßen fest, während ein fünfter ihm mit einem Obsidianmesser den Brustkorb aufschnitt. Er hob das schlagende Herz der Sonne entgegen und besprengte mit dem Blut Bildnisse der Götter, anschließend legte er es in einer Adlerschale ab. Endlich stieß man den Körper des Opfers die Pyramidenstufen hinab.
Huitzilopochtli nahm eine so bedeutende Rolle in der aztekischen Religion ein, dass die eigene Opferung oft als große Ehre empfunden wurde.

## Feste zur Verehrung dieser Gottheit
Im Mai wurden zur Ehrung der Gottheit in der Umgebung von Tenochtitlan aufwendige Prozessionen veranstaltet. Jungfräuliche Nonnen fertigten aus Getreide- und Maismehl, dem als Bindemittel Honig hinzugeführt worden war, ein Abbild der Gottheit. Dieses wurde dann in prachtvolle Gewänder gekleidet und auf einer Sänfte thronend zu verschiedenen Orten in der Nähe des Texcoco-Sees getragen. An allen Orten wurden ritualisierte Opferhandlungen abgehalten. Die Prozession hatte auch einen Namen, der übersetzt die eilige Reise des Vitzliputzlis hieß.

## Rezeption
- In Heinrich Heines Gedichtsammlung Romanzero gibt es ein Gedicht mit dem Titel Vitzliputzli.
- In der Erzählung Das Verschwinden des Juan Romero von H. P. Lovecraft stürzt sich ein mexikanischer Goldminen-Arbeiter namens Romero mit dem Schrei »Huitzilopochtli« in einen unterirdischen Lavasee, um darin als Dämon aufzugehen.[6]
- Band 47 der Gesammelten Werke von Karl May heißt Professor Vitzliputzli, obwohl die Figur bei May ursprünglich namenlos war.
- Friederike Kempners Gedicht "An Heinrich Heine" endet mit den Zeilen "Vitzli Putzli, Vitzi Putzli, / Alle Poesie ist rein!"
- 2017 wurde ein Asteroid (52387) Huitzilopochtli benannt.